# Conxita Panadès (esportista)
Conxita Panadès (Catalunya, 1906 - Catalunya, 2002) fou una jugadora de tennis de taula catalana.
Competí amb el Tívoli Ping Pong Club i posteriorment amb el Club de 7 a 9. Fou campiona de Catalunya en quatre ocasions, una en individual (1944), una de dobles (1942) i dos de dobles mixtos (1944, fent parella amb Jaume Capdevila, i 1952). També participà al primer Campionat d'Espanya de tennis de taula (1943), on aconseguí el subcampionat individual i guanyà la modalitat de dobles mixtos, amb Jaume Capdevila, i per equips amb el Tívoli PPC.